# Salmònids

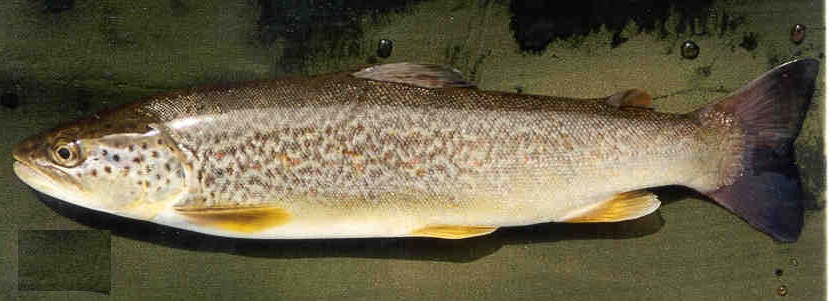
Salmo marmoratus

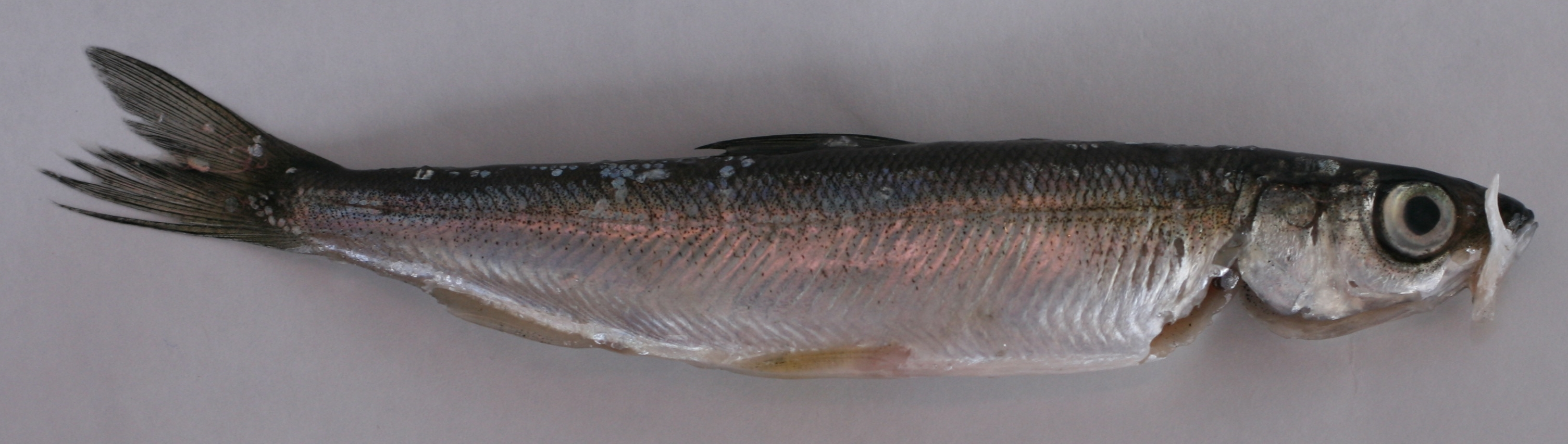
Coregonus albula

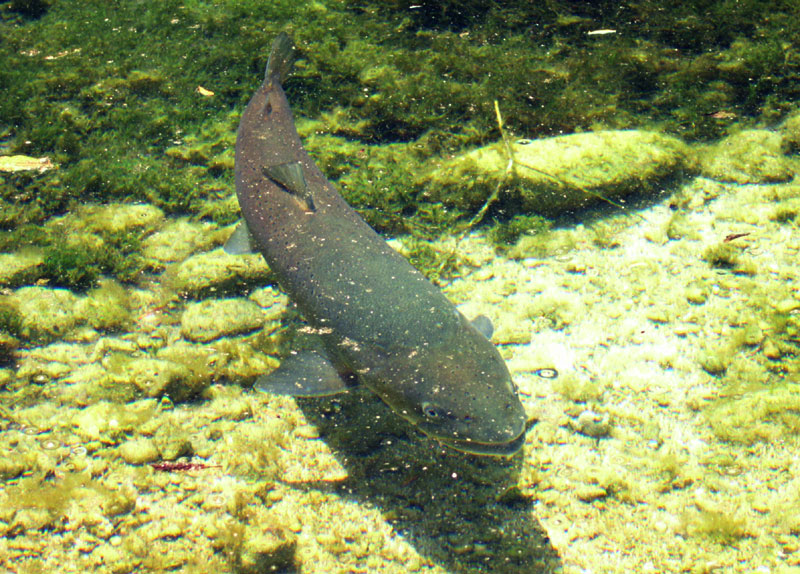
Hucho hucho

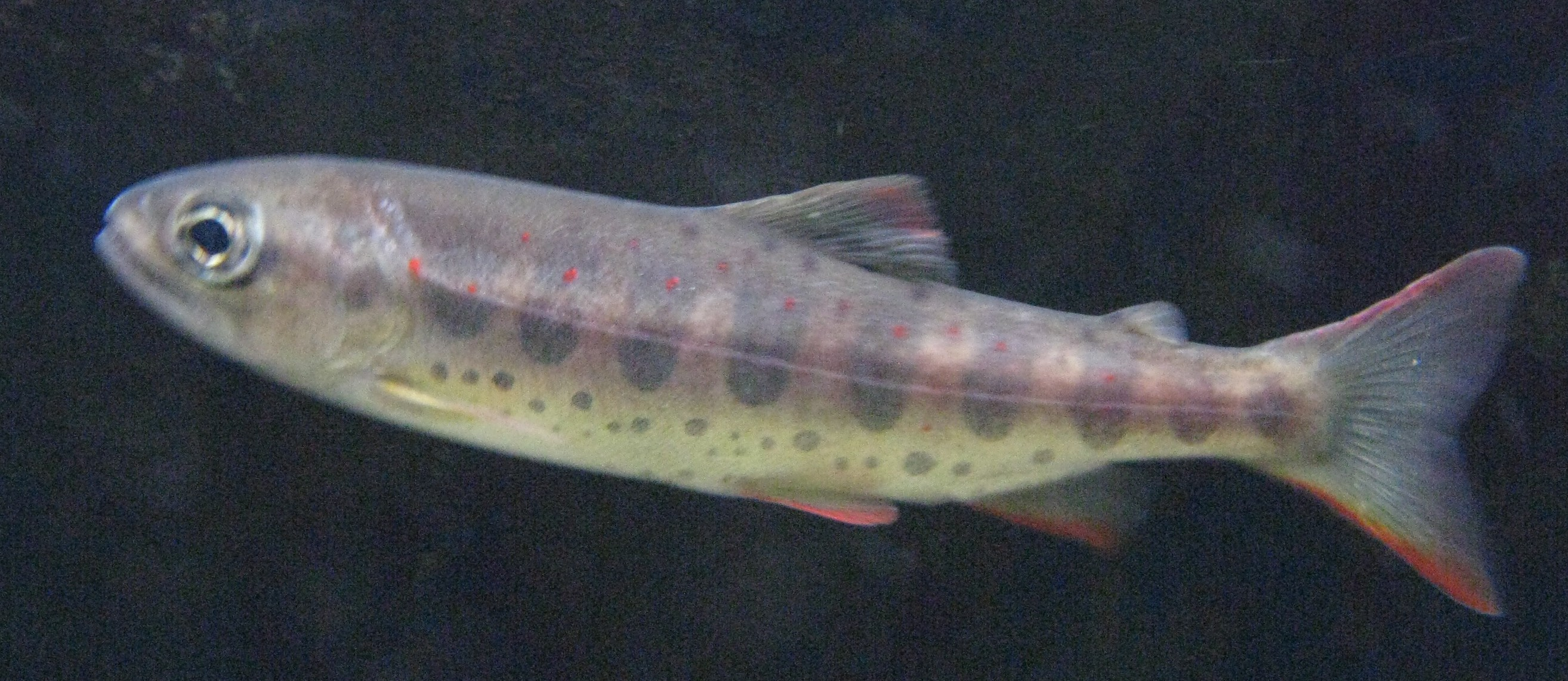
Oncorhynchus masou

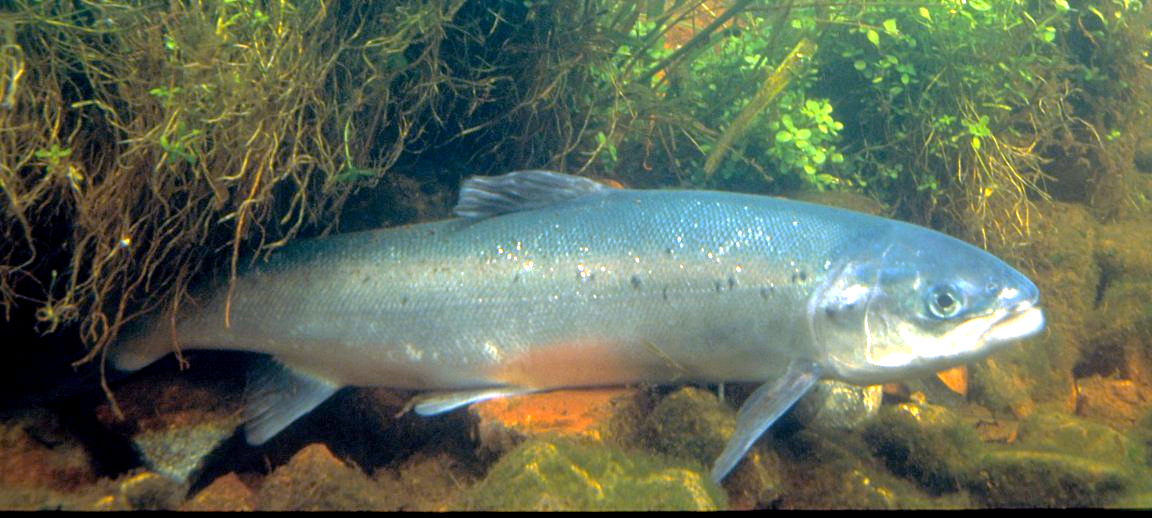
Salmo salar

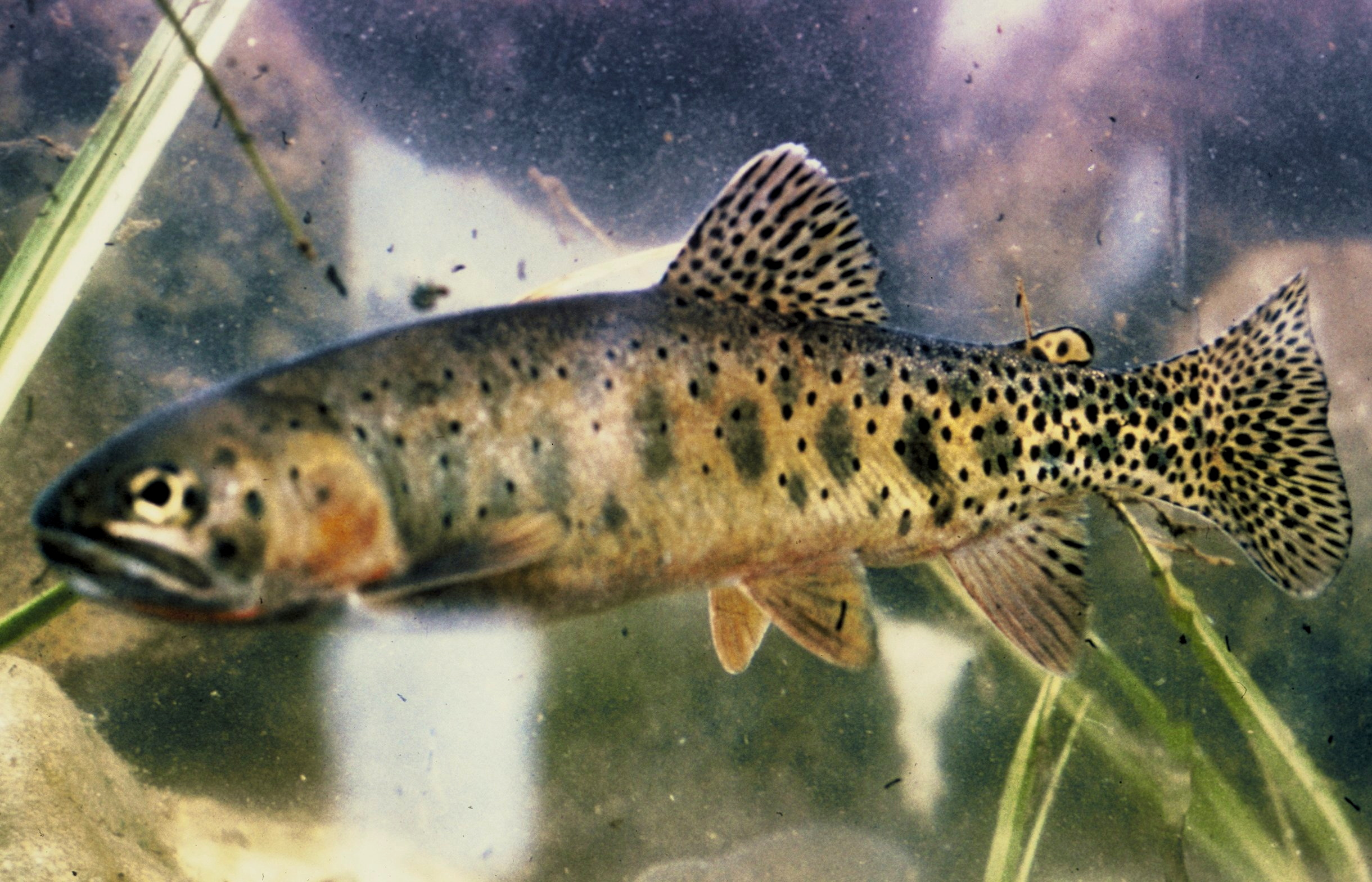
Oncorhynchus clarki

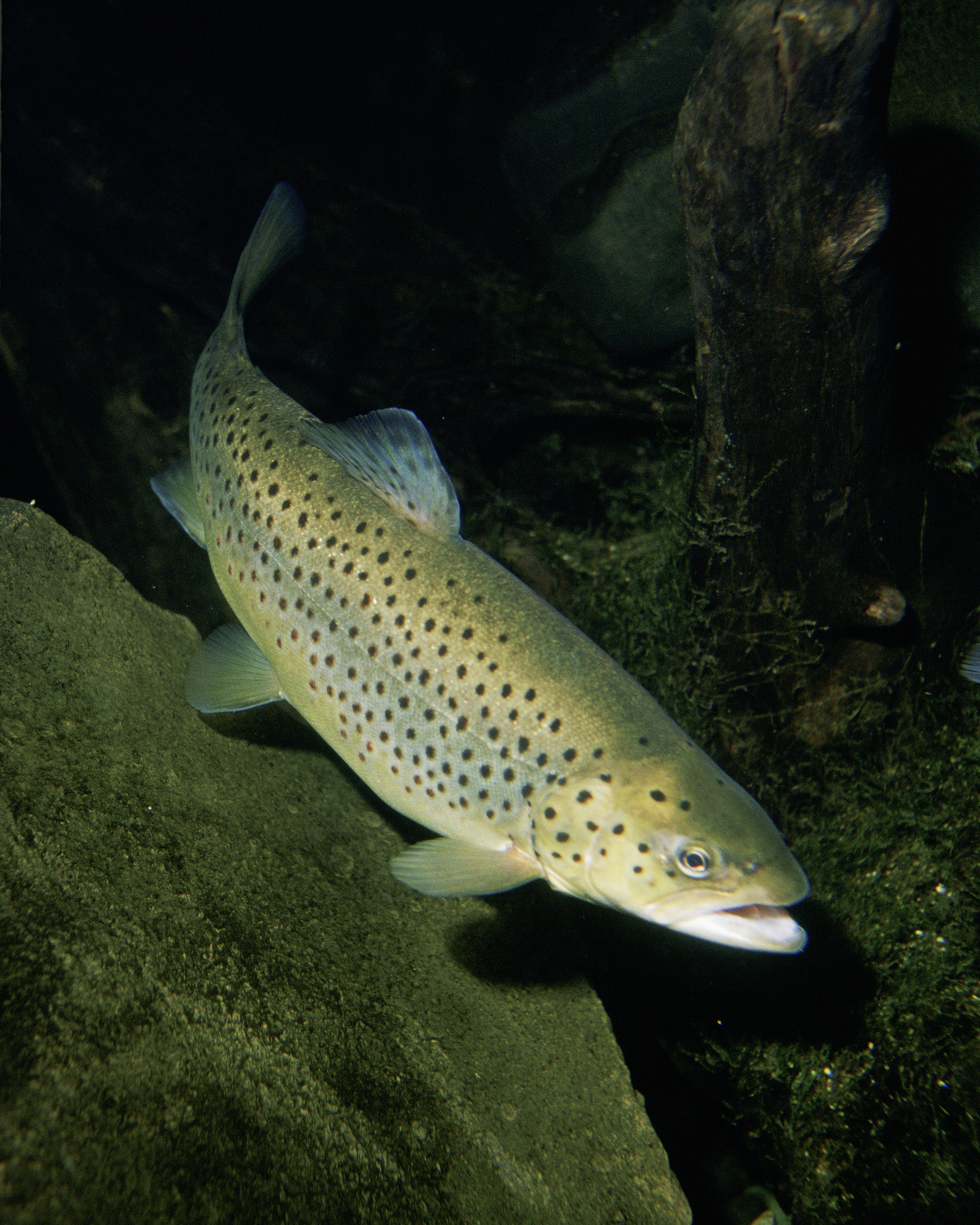
Salmo trutta

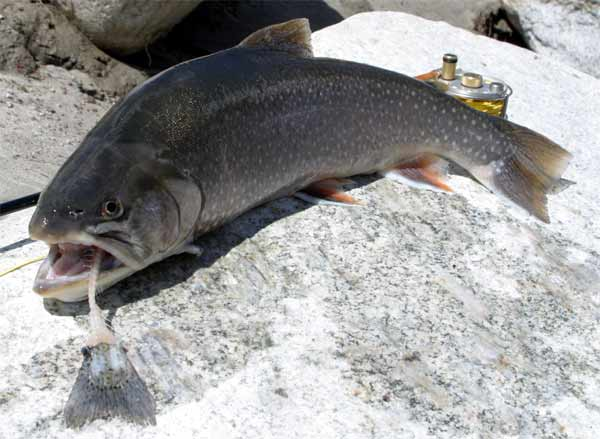
Salvelinus alpinus

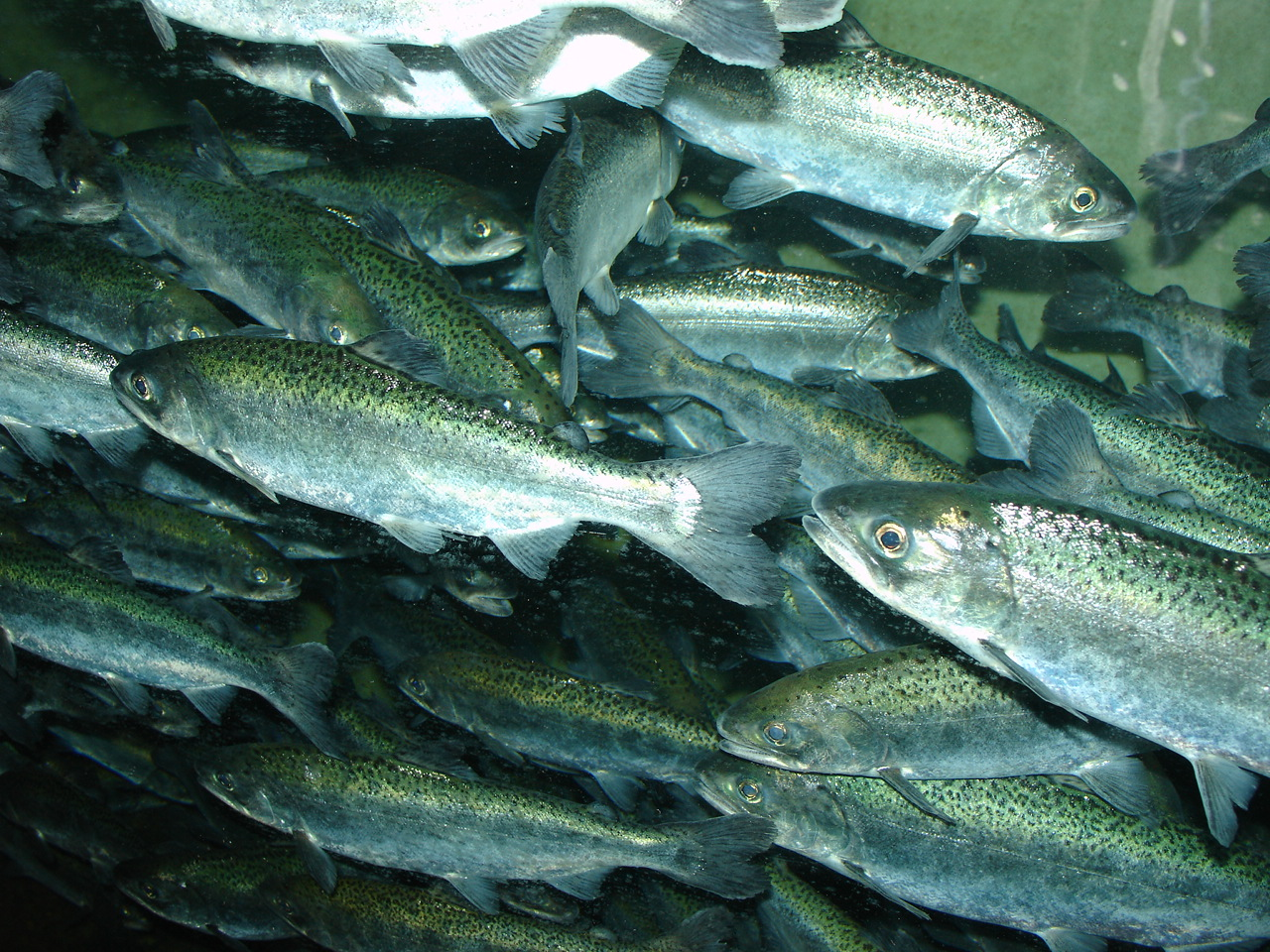
Oncorhynchus tshawytscha

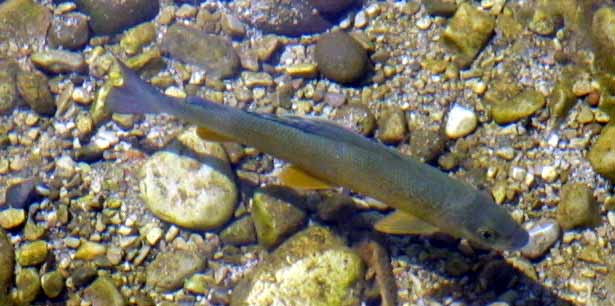
Thymallus thymallus

Els salmònids (Salmonidae) són una família de peixos d'aletes radiades que constitueix l'única família actualment existent de l'ordre dels salmoniformes. En formen part el salmó (espècies tant de l'Atlàntic com del Pacífic), truites (tant oceàniques com d'aigua dolça), salvelinus, peixos blancs d'aigua dolça, tímals, huchos i lenoks, que es coneixen col·lectivament com els salmònids ("peixos relacionats amb el salmó"). El salmó europeu (Salmo salar), el nom llatí del qual es va convertir en el del seu gènere Salmo, és també l'epònim dels noms de família i d'ordre.
Els salmònids tenen un aspecte relativament primitiu entre els peixos teleostis, amb les aletes pelvianes col·locades molt enrere i una aleta cap a la part posterior de l'esquena. Tenen el cos esvelt amb escates arrodonides i aletes bifurcades, i les seves boques contenen una sola fila de dents afilades. Tot i que l'espècie de salmònids més petita és de només 13 cm de llarg per als adults, la majoria dels salmònids són molt més grossos, alguns arriben fins als 2 metres.
Tots els salmònids són peixos migratoris que posen els ous en aigües dolces poc profundes de les capçaleres de rius i rieres, però migren aigües avall quan maduren i passen la major part de la seva vida adulta en masses d'aigua més grans. Moltes espècies de salmònids són eurihalines i migren cap al mar o als estuaris salabrosos tan bon punt s'acosten a l'edat adulta, i tornen als rius alts només per reproduir-se. Aquest cicle de vida els atorga la característica de peixos migratoris, mentre que altres salmònids d'aigua dolça que migren purament entre llacs i rius es consideren potamòdroms. Els salmònids són depredadors carnívors de la cadena tròfica mitjana, s'alimenten de petits crustacis, insectes aquàtics, capgrossos i peixos més petits, i al seu torn són depredats per depredadors més grans. Per tant, moltes espècies de salmònids es consideren organismes clau importants per als ecosistemes d'aigua dolça i terrestres a causa de la transferència de biomassa proporcionada per la seva migració massiva des de les masses d'aigua oceàniques a les terres interiors.

## Gèneres
- Acantholingua
  - Acantholingua ohridana (Steindachner, 1892)[4]
- Brachymystax (Günther, 1866)[5]
  - Brachymystax lenok  (Pallas, 1773)[6]
  - Brachymystax savinovi  (Mitrofanov, 1959)[7]
- Coregonus (Linnaeus, 1758)[8]
- Hucho (Günther, 1866)[5]
- Oncorhynchus (Suckley, 1861)[9]
- Parahucho (Vladykov, 1963)[10]
  - Parahucho perryi (Brevoort, 1856)[11]
- Prosopium (Jordan, 1878)[12]
  - Prosopium abyssicola  (Snyder, 1919)[13]
  - Prosopium coulterii  (Eigenmann & Eigenmann, 1892)[14]
  - Prosopium cylindraceum  (Pennant, 1784)[15]
  - Prosopium gemmifer  (Snyder, 1919)[13]
  - Prosopium spilonotus  (Snyder, 1919)[13]
  - Prosopium williamsoni  (Girard, 1856)[16]
- Salmo (Linnaeus, 1758)[8]
- Salvelinus (Richardson, 1836)[17]
- Salvethymus (Chereshnev & Skopets, 1990)[18]
  - Salvethymus svetovidovi (Chereshnev & Skopets, 1990)[19]
- Stenodus (Richardson, 1836)[20]
  - Stenodus leucichthys  (Güldenstädt, 1772)[21]
  - Stenodus nelma  (Pallas, 1773)[22]
- Thymallus (Linck, 1790)[23][24]
  - Thymallus arcticus  (Pallas, 1776)[25]
  - Thymallus baicalensis  (Dybowski, 1874)[26]
  - Thymallus brevipinnis  (Svetovidov, 1931)
  - Thymallus brevirostris  (Kessler, 1879)[27]
  - Thymallus burejensis  (Antónov, 2004)[28]
  - Thymallus grubii  (Dybowski, 1869)[29]
  - Thymallus mertensii  (Valenciennes, 1848)[30]
  - Thymallus nigrescens  (Dorogostaisky, 1923)[31]
  - Thymallus pallasii  (Valenciennes, 1848)[32]
  - Thymallus svetovidovi  (Knizhin & Weiss, 2009)[33]
  - Thymallus thymallus  (Linnaeus, 1758)[34]
  - Thymallus tugarinae  (Knizhin, Antónov, Safronov & Weiss, 2007)[35]
  - Thymallus yaluensis  (Mori, 1928)[36]